# Spirit (Leona Lewis)
Spirit is het eerste studioalbum van Leona Lewis, de winnares van de derde serie van The X Factor in het Verenigd Koninkrijk. Het album verscheen in november 2007 en bereikte een nummer-één positie in 7 landen, waaronder het Verenigd Koninkrijk, Australië, Duitsland en de Verenigde Staten. In Nederland verscheen het album op 28 januari 2008. Op dit album staat onder andere de hitsingle "Bleeding Love" die in Nederland binnenkwam op nummer 13 in de Nederlandse Top 40, en na 4 weken uiteindelijk de 1e plaats behaalde. De Amerikaanse persing van Spirit verscheen in april.

## Achtergrondinformatie
In december 2006 won Leona de Britse editie van The X-Factor en sleepte daarmee een platencontract in de wacht voor meerdere albums bij Sony&BMG. Hoewel talentenjachten bekendstaan om het snel produceren van albums van winnende artiesten (zodat de hype rondom de artiest niet naar beneden zakt) werd voor Leona's debuut-cd ruimschoots de tijd genomen. Lewis begon vanaf januari 2007 aan haar album te werken. Eerst in Londen, daarna in Atlanta, Los Angeles en Miami. Simon Cowell, jurylid bij The X-Factor, werd aangesteld als Leona's persoonlijke mentor en hij zorgde er dan ook voor dat de zangeres voor haar album met de juiste producers en songwriters in aanraking kwam. Onder andere Walter Afanasieff, Dallas Austin, Simon Cowell, Danja, Clive Davis, Max Martin, Billy Steinberg, Avril Lavigne, Steve Mac, Ryan Tedder en Jesse McCartney produceerden en schreven voor en met Lewis aan de songs. In een periode van 9 maanden werd het album in elkaar gezet. Clive Davis, eigenaar van het Amerikaanse label Arista en de man die ooit Whitney Houston ontdekte, tekende voor de productie van Leona's album en gaf aan om van haar een ster te maken in Amerika. Het album werd onder de titel Spirit op 9 november 2007 uitgebracht in Engeland en Ierland, waar het binnenkwam op de eerste plaats van de albumcharts. In slechts 3 maanden tijd ontving Spirit 6 keer de platina status in Engeland. Eind december/begin januari werd het album in de rest van Europa uitgebracht. Speciaal voor de Amerikaanse persing van Spirit nam Leona twee nieuwe nummers op. Het album verscheen in april, vergezeld van een grote promotiecampagne. Een week na verschijning debuteerde Spirit op nummer 1 van de Amerikaanse Billboard 200 met 205.000 verkochte exemplaren in de eerste week. Daarmee werd Lewis de eerste Britse soloartieste die de Amerikaanse albumcharts aanvoerde met een debuutplaat.

### Luxe-editie
Spirit werd opnieuw uitgebracht, na de Europese uitgave van de leadsingle "Forgive Me". Het bevatte "Misses Glass", dat al op de Amerikaanse versie staat en haar interpretatie van "Run". De bijbehorende dvd heeft alle videoclips en de making-of's van "Forgive Me" en "Run". "Run" was een enorme succes in haar thuisland. Zij verbrak het record van meestverkochte downloads in twee dagen met een aantal van 69.244 exemplaren en voerde de Britse Singles Chart opnieuw aan en ook keerde het album terug op de koppositie van de albumlijst. Ook in de Verenigde Staten verscheen een heruitgave. Op 3 februari 2009 zal de nieuwe versie in de schappen liggen met alle single mixes en enkele b-sides van de uitgebrachte singles.

## Singles
Als leadsingle werd "Bleeding Love" uitgebracht. Het was geproduceerd door Ryan Tedder en geschreven door Jesse McCartney. Het behaalde in meer dan 34 landen de toppositie en werd de bestverkochte single in de 21e eeuw. In het Verenigd Koninkrijk werd "Better in Time" samen met "Footprints in the Sand" uitgebracht als dubbele A-kant. In andere landen werd alleen de eerste uitgebracht. Het deed het goed in de hitlijsten, maar behaalde niet het succes van "Bleeding Love". De derde single die van Spirit werd getrokken was het door Akon geproduceerde "Forgive Me" en was vooralsnog alleen te horen op de Amerikaanse versie van het album. De uitgave dateert van oktober 2008 met een heruitgave van Spirit in november. De vierde single is ook al bekend, haar eigen interpretatie van Snow Patrols "Run". Het topte op de koppositie in de UK Singles Chart. Voor de Verenigde Staten wordt "I Will Be" als derde single gekozen, gevolgd door "Run".

### Singleschronologie
| Nr. | Verenigd Koninkrijk                        | Nederland/België | Verenigde Staten |
| --- | ------------------------------------------ | ---------------- | ---------------- |
| 1   | "Bleeding Love"                            | "Bleeding Love"  | "Bleeding Love"  |
| 2   | "Better in Time"/ "Footprints in the Sand" | "Better in Time  | "Better in Time  |
| 3   | "Forgive Me"                               | "Forgive Me"     | "I Will Be"      |
| 4   | "Run"                                      | "Run"            | "Run"            |

## Tracklist

### Internationaal
1. "Bleeding Love" (Ryan Tedder, Jesse McCartney) – 4:23
2. "Whatever It Takes"  (Alonzo "Novel" Stevenson, Tony Reyes, Leona Lewis) – 3:27
3. "Homeless" (Jörgen Elofsson) – 3:50
4. "Better in Time" (Jonathan Rotem, Andrea Martin) – 3:54
5. "Yesterday" (Jordan Omley, Michael Mani, The Jam, Sam Watters, Louis Biancaniello, The Runaways, Nina Woodford) – 3:54
6. "Take a Bow" (The Runaways, Watters, Wayne Wilkins, Biancaniello, Tedder) – 3:54
7. "I Will Be" (Avril Lavigne, Max Martin, Lukasz Gottwald) – 3:59
8. "Angel" (Johnta Austin, Mikkel Eriksen, Tor Hermansen) – 4:14
9. "Here I Am" (Walter Afanasieff, Brett James, Lewis) – 4:52
10. "I'm You" (Eric Hudson, Shaffer Smith) – 3:48
11. "The Best You Never Had" (Josh Alexander, Billy Steinberg) – 3:43
12. "The First Time Ever I Saw Your Face" (Ewan MacColl) – 4:26
13. "Footprints in the Sand" (Richard Page, Per Magnusson, David Kreuger, Simon Cowell) – 4:08

#### GBr bonustrack
1. "A Moment like This" (Elofsson, John Reid) – 4:17

#### Japanse bonustracks
1. "A Moment Like This" (Elofsson, John Reid) - 4:17
2. "Forgiveness" (Lewis, Salaam Remi, Kara DioGuardi) - 4:26
3. "You Bring Me Down" (Lewis, Remi, Taj Jackson) - 3:55

### Noord-Amerikaanse versie
1. "Bleeding Love" (Ryan Tedder, Jesse McCartney) – 4:23
2. "Better in Time" (Jonathan Rotem, Andrea Martin) – 3:54
3. "I Will Be" (Avril Lavigne, Max Martin, Lukasz Gottwald) – 3:59
4. "I'm You" (Eric Hudson, Shaffer Smith) – 3:48
5. "Forgive Me" (Aliuane Thiam, Claude Kelly, Giorgio Tuinfort) - 3:41
6. "Misses Glass" (Theron & Terry Thomas) - 3:41
7. "Angel" (Johnta Austin, Mikkel Eriksen, Tor Hermansen) – 4:14
8. "The First Time Ever I Saw Your Face" (Ewan MacColl) – 4:26
9. "Yesterday" (Jordan Omley, Michael Mani, The Jam, Sam Watters, Louis Biancaniello, The Runaways, Nina Woodford) – 3:54
10. "Whatever It Takes"  (Alonzo "Novel" Stevenson, Tony Reyes, Leona Lewis) – 3:27
11. "Take a Bow" (The Runaways, Watters, Wayne Wilkins, Biancaniello, Tedder) – 3:54

#### VS bonustracks
1. "Footprints in the Sand" – 4:08
2. "Here I Am" – 4:52

#### iTunes bonustracks
1. "The Best You Never Had" – 3:43 (iTunes VS Deluxe bonustrack)
2. "You Bring Me Down" – 3:54 (iTunes VS Deluxe bonustrack)
3. "Bleeding Love (Jason Nevins Extended Mix)" – 6:02 (iTunes US bonustrack - Alleen voorbestelling)

## Spirit: luxe-editie
Spirit zal opnieuw worden uitgebracht, na de verschijning van "Forgive Me". Het zal "Misses Glass" bevatten, dat al op de Amerikaanse versie staat en haar cover van "Run". De bijbehorende dvd heeft alle videoclips's en de making of's van "Forgive Me" en "Run".

### Europese editie
1. "Bleeding Love" (Ryan Tedder, Jesse McCartney) – 4:23
2. "Whatever It Takes"  (Alonzo "Novel" Stevenson, Tony Reyes, Leona Lewis) – 3:27
3. "Homeless" (Jörgen Elofsson) – 3:50
4. "Better in Time" (Jonathan Rotem, Andrea Martin) – 3:54
5. "Yesterday" (Jordan Omley, Michael Mani, The Jam, Sam Watters, Louis Biancaniello, The Runaways, Nina Woodford) – 3:54
6. "Take a Bow" (The Runaways, Watters, Wayne Wilkins, Biancaniello, Tedder) – 3:54
7. "I Will Be" (Avril Lavigne, Max Martin, Lukasz Gottwald) – 3:59
8. "Angel" (Johnta Austin, Mikkel Eriksen, Tor Hermansen) – 4:14
9. "Here I Am" (Walter Afanasieff, Brett James, Lewis) – 4:52
10. "I'm You" (Eric Hudson, Shaffer Smith) – 3:48
11. "The Best You Never Had" (Josh Alexander, Billy Steinberg) – 3:43
12. "The First Time Ever I Saw Your Face" (Ewan MacColl) – 4:26
13. "Footprints in the Sand" (Richard Page, Per Magnusson, David Kreuger, Simon Cowell) – 4:08
14. "Forgive Me" (Aliuane Thiam, Claude Kelly, Giorgio Tuinfort) - 3:41
15. "Misses Glass" (Theron & Terry Thomas) – 3:41
16. "Run" (Gary Lightbody, Jonathan Quinn, Mark McClelland, Nathan Connolly, Iain Archer, Jacknife Lee) – 5:15

### Noord-Amerikaanse versie
1. "Bleeding Love" (Ryan Tedder, Jesse McCartney) – 4:23
2. "Better in Time" (Single Mix) (Jonathan Rotem, Andrea Martin) – 3:54
3. "I Will Be" (Avril Lavigne, Max Martin, Lukasz Gottwald) – 3:59
4. "I'm You" (Eric Hudson, Shaffer Smith) – 3:48
5. "Forgive Me" (Aliuane Thiam, Claude Kelly, Giorgio Tuinfort) - 3:41
6. "Misses Glass" (Theron & Terry Thomas) – 3:41
7. "Angel" (Johnta Austin, Mikkel Eriksen, Tor Hermansen) – 4:14
8. "The First Time Ever I Saw Your Face" (Ewan MacColl) – 4:26
9. "Yesterday" (Jordan Omley, Michael Mani, The Jam, Sam Watters, Louis Biancaniello, The Runaways, Nina Woodford) – 3:54
10. "Whatever It Takes"  (Alonzo "Novel" Stevenson, Tony Reyes, Leona Lewis) – 3:27
11. "Take a Bow" (The Runaways, Watters, Wayne Wilkins, Biancaniello, Tedder) – 3:54
12. "Footprints in the Sand" (Single Mix) (Richard Page, Per Magnusson, David Kreuger, Simon Cowell) – 4:08
13. "Here I Am" (Walter Afanasieff, Brett James, Lewis) – 4:52
14. "Myself" (featuring Novel) (Alonzo 'Novel' Stevenson, Graham N. Marsh, Justin E. Boykin, Leona Lewis)
15. "Run" (Single Mix) (Gary Lightbody, Jonathan Quinn, Mark McClelland, Nathan Connolly, Iain Archer, Jacknife Lee) – 3:41
16. "Forgiveness" (Kara DioGuardi, Leona Lewis, Salaam Remi)
17. "Bleeding Love" (Jason Nevins Rockin' Radio Mix)

## Singles
| Single met eventuele hitnotering(en) in de Nederlandse Top 40 | Datum van verschijnen | Datum van binnenkomst | Hoogste positie | Aantal weken | Opmerkingen |
| ------------------------------------------------------------- | --------------------- | --------------------- | --------------- | ------------ | ----------- |
| Bleeding Love                                                 | 28-01-2008            | 02-02-2008            | 1(3wk)          | 19           | Alarmschijf |
| Better in Time                                                | 12-05-2008            | 24-05-2008            | 13              | 12           | Alarmschijf |
| Forgive Me                                                    | 31-10-2008            | 15-11-2008            | tip6            |              |             |
| Run                                                           | 12-12-2008            | 12-12-2008            | tip4            | -            |             |

| Single met hitnotering(en) in de Vlaamse Ultratop 50 | Datum van verschijnen | Datum van binnenkomst | Hoogste positie | Aantal weken | Opmerkingen |
| ---------------------------------------------------- | --------------------- | --------------------- | --------------- | ------------ | ----------- |
| Bleeding Love                                        | 2008                  | 26-01-2008            | 1(7wk)          | 25           | Goud        |
| Better in Time                                       | 2008                  | 31-05-2008            | 12              | 17           |             |
| Forgive Me                                           | 2008                  | 08-11-2008            | 26              | 8            |             |
| Run                                                  | 2009                  | 24-01-2009            | tip5            | -            |             |

## Hitnotering
| Spirit in de Nederlandse Album Top 100 - binnen: 23 februari 2008 | Spirit in de Nederlandse Album Top 100 - binnen: 23 februari 2008 | Spirit in de Nederlandse Album Top 100 - binnen: 23 februari 2008 | Spirit in de Nederlandse Album Top 100 - binnen: 23 februari 2008 | Spirit in de Nederlandse Album Top 100 - binnen: 23 februari 2008 | Spirit in de Nederlandse Album Top 100 - binnen: 23 februari 2008 | Spirit in de Nederlandse Album Top 100 - binnen: 23 februari 2008 | Spirit in de Nederlandse Album Top 100 - binnen: 23 februari 2008 | Spirit in de Nederlandse Album Top 100 - binnen: 23 februari 2008 | Spirit in de Nederlandse Album Top 100 - binnen: 23 februari 2008 | Spirit in de Nederlandse Album Top 100 - binnen: 23 februari 2008 | Spirit in de Nederlandse Album Top 100 - binnen: 23 februari 2008 | Spirit in de Nederlandse Album Top 100 - binnen: 23 februari 2008 | Spirit in de Nederlandse Album Top 100 - binnen: 23 februari 2008 | Spirit in de Nederlandse Album Top 100 - binnen: 23 februari 2008 | Spirit in de Nederlandse Album Top 100 - binnen: 23 februari 2008 | Spirit in de Nederlandse Album Top 100 - binnen: 23 februari 2008 | Spirit in de Nederlandse Album Top 100 - binnen: 23 februari 2008 | Spirit in de Nederlandse Album Top 100 - binnen: 23 februari 2008 | Spirit in de Nederlandse Album Top 100 - binnen: 23 februari 2008 | Spirit in de Nederlandse Album Top 100 - binnen: 23 februari 2008 | Spirit in de Nederlandse Album Top 100 - binnen: 23 februari 2008 |
| Week                                                              | 1                                                                 | 2                                                                 | 3                                                                 | 4                                                                 | 5                                                                 | 6                                                                 | 7                                                                 | 8                                                                 | 9                                                                 | 10                                                                | 11                                                                | 12                                                                | 13                                                                | 14                                                                | 15                                                                | 16                                                                | 17                                                                | 18                                                                | 19                                                                | 20                                                                | 21                                                                |
| ----------------------------------------------------------------- | ----------------------------------------------------------------- | ----------------------------------------------------------------- | ----------------------------------------------------------------- | ----------------------------------------------------------------- | ----------------------------------------------------------------- | ----------------------------------------------------------------- | ----------------------------------------------------------------- | ----------------------------------------------------------------- | ----------------------------------------------------------------- | ----------------------------------------------------------------- | ----------------------------------------------------------------- | ----------------------------------------------------------------- | ----------------------------------------------------------------- | ----------------------------------------------------------------- | ----------------------------------------------------------------- | ----------------------------------------------------------------- | ----------------------------------------------------------------- | ----------------------------------------------------------------- | ----------------------------------------------------------------- | ----------------------------------------------------------------- | ----------------------------------------------------------------- |
| Nummer                                                            | 4                                                                 | 5                                                                 | 6                                                                 | 12                                                                | 19                                                                | 19                                                                | 25                                                                | 25                                                                | 28                                                                | 34                                                                | 32                                                                | 26                                                                | 20                                                                | 14                                                                | 13                                                                | 12                                                                | 15                                                                | 17                                                                | 13                                                                | 17                                                                | 17                                                                |
| Week                                                              | 22                                                                | 23                                                                | 24                                                                | 25                                                                | 26                                                                | 27                                                                | 28                                                                | 29                                                                | 30                                                                | 31                                                                | 32                                                                | 33                                                                | 34                                                                |                                                                   | 35                                                                | 36                                                                |                                                                   | 37                                                                | 38                                                                |                                                                   |                                                                   |
| Nummer                                                            | 16                                                                | 17                                                                | 16                                                                | 21                                                                | 24                                                                | 25                                                                | 31                                                                | 37                                                                | 50                                                                | 73                                                                | 72                                                                | 82                                                                | 92                                                                | uit                                                               | 86                                                                | 87                                                                | uit                                                               | 94                                                                | 98                                                                | uit                                                               |                                                                   |